# Joseph Rosenthal (Antiquar)
Joseph Rosenthal (* 20. Februar 1805 in Fellheim; † 15. Juli 1885 in München) war ein deutscher jüdischer Schneider, Markthändler und Antiquar.

## Leben
Joseph wurde als viertes Kind von Nathan Rosenthal und Babet geb. Schwab in Fellheim im damaligen Königreich Bayern geboren. Er besuchte die dortige Werktagsschule und absolvierte eine Ausbildung zum Schneider bei Carl Schäfler in Fellheim. Um 1820 lebten in Fellheim 55 christliche und 75 jüdische Familien meist an der südlichen Hauptstraße Richtung Memmingen in der Jüdischen Gemeinde Fellheim. Im Jahre 1821 erhielt er vom Landgericht Babenhausen einen Lehrbrief. Vom 23. September 1830 datiert ein Prüfungszeugnis, welches ihn berechtigt ein Schneiderhandwerk mit deutscher Buchführung auszuüben. Am 8. März 1837 weist ihn eine obrigkeitliche „Ansässigmachungs- und Verehelichungsbewilligung“ als „concessionierten Handelsmann“ oder Markthändler in Fellheim aus. An diesem Tag heiratete er Dorlina (Dorlene) Bacharach aus Fellheim. Die Braut brachte ein Heiratsgut in Höhe von 1300 Gulden ein. Den Betrag versprach der Vater von Dorlene zu einem späteren Zeitpunkt in bar zu bezahlen. Die Trauung in der Synagoge Fellheim fand am 13. März 1837 statt. Schon am 8. März 1837 übergab auch Nathan Rosenthal seinem Sohn Joseph die „Gewerbs Concession“ und ein Viertel des Hauses 64d mit Stallung und Grund in Fellheim. Die weiteren Bewohner des Hauses waren die Familie Abraham Ochs, Salomon Gerstle und Philipp Rosenthals Witwe. Der Ehe mit Dorlene entsprangen die vier Kinder Ludwig, Jette, Nathan und Jakob.

## Vorsteher der jüdischen Gemeinde Fellheim

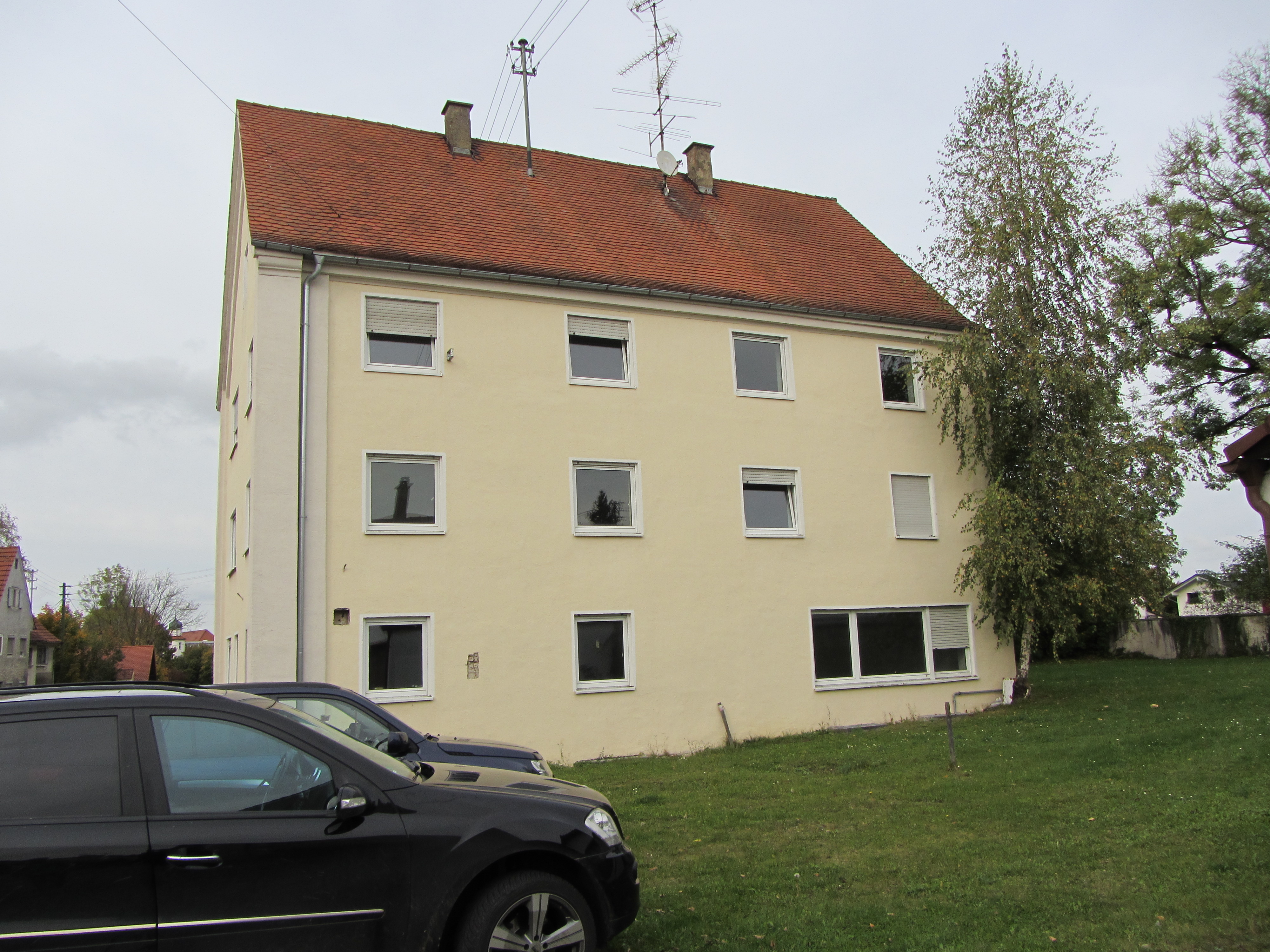
Ehemalige Synagoge in Fellheim (2012)

Rosenthal war zusammen mit Heinrich Einstein Vorsteher der Jüdischen Gemeinde Fellheim. Die Gemeinde hatte ein schwieriges Verhältnis zum damaligen Rabbiner Marx Hayum Seligsberg, der 1830 die Nachfolge von Joel Seligmann angetreten hatte. In Beschwerden vor dem Landgericht Illertissen werfen Einstein und Rosenthal Seligsberg eine ungenügende Amtsführung, Vernachlässigung der Armenpflege und Unterschlagung von Geldern vor. 1850 wurde die Synagoge unter Einstein und Rosenthal für 2000 Gulden renoviert. Das Verhältnis der Gemeinde zu ihrem Rabbiner blieb gespannt, es kam sogar zu Tumulten während der Predigten von Rabbiner Seligsberg, der aber bis zu seinem Tode 1877 in Fellheim amtierte. Danach wurde die Gemeinde dem Rabbinat Memmingen unterstellt.

## Umzug nach München
Insgesamt war das Leben für die Juden im ländlichen Fellheim mehr als bedrückend. Hohe Abgabenlasten und eine ungenügende Rechtsstellung zu ihren christlichen Nachbarn zwangen viele Juden ihr Glück in größeren Städten wie München oder Augsburg zu suchen. In der Nacht vom 28. auf den 29. Juli 1858 starb Dorlene Rosenthal. Sie ist auf dem  Jüdischen Friedhof in Fellheim begraben. Joseph hatte an diesem Tag eine Geschäftsreise abgebrochen. Ihr Tod verstärkte seine Bemühungen aus Fellheim abzuwandern. Am 27. Juli 1859 findet sich seine Spur im „Ochsengarten“ in der Müllerstraße 49 vor dem Sendlinger Tor in München. Als Inhaber einer Markthändler Konzession, war er berechtigt Geschäfte in den deutschen Bundesstaaten und der Schweiz zu tätigen. Am 1. Mai 1867 zieht er nach Ausfertigung einer Bürgerschaftsurkunde für seinen Sohn Ludwig mit seinen weiteren Söhnen nach München. Ihre erste Wohnung nehmen sie im zweiten Stock der Adalbertstraße 2c hinter der Ludwig-Maximilians-Universität. Am 14. Oktober desselben Jahres wohnten sie im zweiten Stock der Promenadenstraße 11 und 1876 erfolgte der Umzug in die Hildegardstr. 16 (neue Nummerierung der Straße 1. Januar 1914 Hildegardstr. 14). Die Söhne Ludwig, Nathan und Jakob begründeten in München das „Rosenthal Antiquariat“ mit einem Wohnhaus und Ladengeschäft in der Brienner Straße 47. Am 15. Juli 1885 verstarb Joseph Rosenthal in München.
Schon im Oktober 1872 veräußerte die Familie ihren Viertel Anteil an dem in der Hauptstraße von Fellheim mit der Nummer 64d für 800 Gulden an Lorenz Boeckel. Dieser Hauskomplex gegenüber der Synagoge brannte im Jahre 1927 ab. Das Haus, in dem seine Frau Dorlene Bacharach aufwuchs, ist bis heute erhalten.